# 兹比格涅夫·布鲁德卡
兹比格涅夫·布鲁德卡（波蘭語：Zbigniew Bródka，1984年10月8日—），波兰男子速度滑冰运动员。他曾代表波兰获得2014年冬季奥运会速度滑冰比赛男子1500米金牌和团体追逐赛铜牌。他也参加了2010年、2018年和2022年冬季奥运会。